# Napulj
Napulj (grčki: Νeapolis; napolitanski: Napule; talijanski: Napoli) glavni je grad talijanske pokrajine Kampanije (Campania), smješten na obali Tirenskoga mora. Zauzima najveći dio prostranog Napuljskog zaljeva, prostirući se do padina Vezuva i brežuljaka u unutrašnjosti. Napulj je najveći grad južne Italije s oko 920 000 stanovnika, te oko 3 milijuna u širem gradskom području, čime je treći po veličini u Italiji poslije Rima i Milana. To je živahan, slikovit i gusto naseljen mediteranski grad koji je zadnjih godina doživio procvat turizma te se intenzivno razvija u tom pravcu. Kako je uz to i luka, promet je vrlo gust, za strance i kaotičan. Javni prijevoz još uvijek nije na razini potreba grada i njegovih gostiju, no u suradnji sa EU u procesu su izgradnje dodatne trase podzemne željeznice koje će bitno poboljšati prometnu povezanost grada i neposredne okolice, posebice vezu između zračne luke Capodichino sa gradom. Za Napulj se godinama kao karakteristika vezivala jaka lokalna mafija (Camorra), no s vremenom se i ona transformirala pa turisti zapravo ne osjećaju njezino postojanje. Pored službenog talijanskog jezika u gradu se govori i tradicionalni napolitanski jezik. Povijesno središte Napulja uvršteno je 1995. u UNESCOv popis mjesta svjetske baštine u Europi.
U Napuljskom zaljevu se nalaze otoci Capri, Procida i Ischia.

## Povijest
Povijest Napulja obiluje usponima i padovima, a u dva navrata bio je prijestolnica kraljevstava. Osnovali su ga drevni Grci između 7. i 6. st. pr. Kr. nazvavši ga Partenopa (po mitskoj sireni, osnivačici grada), a nešto kasnije u njegovoj blizini izgradili su i naselje Nea Polis (grčki: Νέα Πόλις, tj. Novi grad) po kome duguje današnje ime. Grad je bio dio Velike Grčke, a okolica grada je bila poprište velikog sukoba tijekom Drugog punskog rata.
Za rimske vladavine grad je zadržao grčki jezik i originalne običaje, a poslije pada Zapadnog Rimskog Carstva grad prelazi iz ruke u ruku različitih vladara. Danas se u gradu mogu naći spomenici svih tih bivših perioda vlasti. 
Nakon iscrpljujućeg Gotskog rata područjem je zavladalo Bizantsko Carstvo, da bi poslije zavladali Langobardi. U 11. stoljeću osvajaju ga Normani pod vodstvom Roberta Gviskara, te slijede Nijemci (Hohenštaufovci), Anžuvinci od 8. do polovine 15. stoljeća, Aragon, Španjolska i naposljetku Burboni od 18. stoljeća do ujedinjenja Italije. Tada je Napulj postao glavni grad Kraljevstva Dvije Sicilije, a postao je i glavni grad Napuljskog Kraljevstva. U 17. stoljeću Napulj je s 300.000 stanovnika po veličini bio drugi grad u Europi (poslije Pariza). Bourbonska vladavina ostavila je velebne građevine poput Kraljevske palače na Capodimonteu, gdje se danas nalazi bogati muzej. 

## Znamenitosti
Povijesno središte Napulja (centro storico) uvršteno je na UNESCO-ov popis mjesta svjetske baštine u Europi. Iako je jedan od najljepših gradova u Europi i bogat spomenicima koja svjedoče o njegovoj bogatoj prošlosti, sve do nedavno zaobilazio ga je masovni turizam jer su se više posjećivali obližnji atraktivni lokaliteti u podnožju Vezuva, Herkulanej (Ercolano) i Pompeji (Pompei), mjesta koje je u 1. stoljeću zatrpao vulkanski pepeo tijekom velike erupcije Vezuva.
Unutar grada postoje mnoga atraktivna mjesta, poput brojnih dvoraca: 
- Novi dvorac (Castel Nuovo ili Maschio Angioino) u samom središtu grada; na popisu svjetske baštine. Castel Nuovo je svjedočio mnogim povijesnim vjerskim događajima: godine 1294., papa Celestin V. je abdicirao u dvorani dvorca, nakon čega je opet tu, kardinalskim kolegijumom izabran papa Bonifacije VIII.
- Normanski Castel dell'Ovo (Dvorac od jajeta) izgrađen je preko rimske utvrde iz 5 st. na otoku Megarides, na kojemu su Grci iz Cumae osnovali prvo naselje.
- Dvorac Capuano
- Dvorac sv. Elma (Castel Sant'Elmo) je zvjezdolikog tlocrta, a izgrađen je 1329. godine.

Najvažniji trg je Trg plebiscita (Piazza del Plebiscito) koji je započeo bonapartski kralj Joachim Murat, a završio burbonski kralj Ferdinand IV. Napuljski. Dio trga na istoku čini i Kraljevska palača, a na zapadu crkva sv. Franje Paolskog (San Francesco di Paola) čije se kolonade protežu na obje strane. U blizini je i Kazalište sv. Karla (Teatro di San Carlo) koje je najveća operna kuća u Italiji i najstarija aktivna opera u Europi; osnovana 1737. godine. U Napulju je već 1224. osnovano sveučilište.
Nacionalni arheološki muzej posjeduje najveću i najbogatiju kolekciju rimskih umjetnina (iz Pompeja i Herkulaneja), ali i zbirku djela iz stare Grčke i renesanse.
Muzej Capodimonte, bivša palača Capodimonte, posjeduje jednu od najvažnijih zbirki slikarstva u Italiji s djelima umjetnika od 13. do 18. st. (Simone Martini, Rafael, Tizian, Caravaggio, El Greco, Jusepe de Ribera, Luca Giordano i dr.), i zbirkom djela porculanske tvornice Capodimonte.
Ostali muzeji su: Certosa di San Martino (bivši samostan, a sada muzej Burbonaca), Željeznički muzej Pietrarsa s najstarijom lokomotivom u Italiji, Villa Pignatelli i Palazzo Como, te nacionalna knjižnica Biblioteca Nazionale Vittorio Emanuele III.
Od svih katoličkih crkava (oko 28) napuljske nadbiskupije najvažnija je Napuljska katedrala u kojoj se svake godine 19. rujna održava svečanost čuda sv. Januarija (San Gennaro), zaštitnika grada.
Posebnu atrakciju grada čine mnogobrojni iskopi, podzemni prolazi i katakombe od kojih se ističu:
- Podzemni Napulj (Napoli Sotteranea) – "grad ispod grada", obuhvaća i akvadukte iz doba starih Grka, nadograđenih u doba vladavine Rimljana; glavni ulaz se nalazi na trgu San Gaetano u starom središtu grada
- Burbonska galerija (Galleria Borbonica) – dio podzemnog grada južnije od starog centra, nedaleko Trga plebiscita, moguć pristup sa dva različita ulaza
- Katakombe sv. Januarija (Catacombe di San Gennaro) – otkrivene za javnost relativno nedavno, nalaze se u neposrednoj blizini muzeja i kraljevske palače Capodimonte

- Staro središte Napulja ispred Novog grada
- Dvorac dell'Ovo (u prijevodu jajoliki)
- Crkva sv. Dominika (Chiesa di San Domenico Maggiore)
- Napuljska katedrala Gospina Uzašašća (Duomo di Santa Maria Assunta)
- Crkva sv. Franje Paolskog na trgu Plebiscita

## Sport
Nogomet je daleko najpopularniji sport u Napulju, koji su donijeli Englezi na samom početku 20. stoljeća i koji se duboko ukorijenio u lokalnu kulturu. Nogomet se igra na svim razinama, od ulične djece (scugnizzi) i amaterskih klubova do profesionalaca. Najpoznatiji klub je SSC Napoli iz prve talijanske lige Serie A, koji igra na stadionu Stadio Diego Armando Maradona. Napoli je osvojio talijansko prvenstvo (Scudetto) 3 puta (1986./87. i 1989./90., kada je za klub igrao Diego Maradona te 2022./23.), ali i Kup UEFA (1988./89.).

## Osobitosti
Napulj se smatra domovinom pizze, a najstarija pizzeria u gradu datira iz 1830. godine. Veliki dio napolitanske kulture je vezan za glazbu, uključujući izum romantične gitare i madoline, te velikog doprinosa operi i narodnoj umjetnosti. Od osoba koje simboliziraju Napulj ističu se svetac zaštitnik sv. Januarije (San Gennaro), Pulcinella i sirena Partenope iz grčkog epa Odiseje.
Slavne osobe rođene u Napulju su:
- Publije Papinije Stacije (45. – 96.), pjesnik
- Papa Bonifacije V. († 625.)
- Papa Urban VI. (1318. – 1389.)
- Papa Bonifacije IX. (1356. – 1404.)
- Kralj Alfons II. Napuljski (1448. – 1495.)
- Giambattista Marino (1569. – 1625.), pjesnik
- Giambattista Vico (1668. – 1744.), filozof
- Domenico Scarlatti (1685. – 1757.), skladatelj
- Ferdinand I. (1751. – 1825.), kralj Dviju Sicilija
- Vincenzo Gemito (1852. – 1929.), kipar
- Viktor Emanuel III. (1869. – 1947.), kralj Italije, Etiopije i Albanije
- Enrico Caruso (1873. – 1921.), operni pjevač
- Umberto Nobile (1885. – 1978.), istraživač
- Antonio Vincenzo Stefano Totò (1898. – 1967.), filmski glumac
- Giorgio Napolitano (1925. – ), političar i bivši predsjednik Italije
- Sophia Loren (1934. – ), filmska glumica
- Pino Daniele (1955. – 2015.), glazbenik (kantautor)
- Fabio Cannavaro (1973. – ), nogometaš
- Massimiliano Rosolino (1978. – ), plivač (olimpijski pobjednik)

## Gradovi prijatelji
| - Acapulco, Meksiko (od 1986.) - Atena, Grčka (od 2000.) - Baku, Azerbajdžan (od 1972.) - Benevento, Italija (od 1981.) - Betlehem, Palestina (od 1960.) - Birmingham, Ujedinjeno Kraljevstvo (od 1995.) - Budimpešta, Mađarska (od 1997.) - Călăraşi, Rumunjska (od 1995.) - Calgary, Kanada (od 2006.) - Caracas, Venezuela (od 2001.) | - Dubai, UAE (od 2003.) - Gafsa, Tunis (od 2002.) - Hamburg, Njemačka (od 1985.) - Honolulu, SAD (od 2008.) - Kalkuta, Indija (od 2003.) - Kagošima, Japan (od 1960.) - Kragujevac, Srbija (od 2002.) - Leicester, Ujedinjeno Kraljevstvo (od 2001.) - Leipzig, Njemačka (od 2007.) - Lima, Peru (od 2008.) | - Marseilles, Francuska (od 1970.) - Memphis, SAD (od 1996.) - Mijazaki, Japan (od 1993.) - Milano, Italija (od 1978.) - Nablus, Palestina (od 2005.) - Nica, Francuska (od 1970.) - Nosy Be, Madagaskar (od 1997.) - Palma de Mallorca, Španjolska (od 2009.) - Perth, Australija (od 2006.) - Porto, Portugal (od 2009.) | - Sankt-Peterburg, Rusija (od 1998.) - Santiago de Cuba, Kuba (od 1993.) - Sarajevo, Bosna i Hercegovina (od 1976.) - Seattle, SAD (od 1999.) - Sighetu Marmaţiei, Rumunjska (od 2003.) - Solun, Grčka (od 2008.) - Taranto, Italija (od 1999.) - Toronto, Kanada (od 2006.) - Valencia, Španjolska (od 2000.) - Zhengzhou, Kina (od 2007.) |